# Вольное (Менский район)
Вольное (укр. Вільне) — село в Корюковском районе Черниговской области Украины. Население 6 человек. Занимает площадь 0,22 км².
Код КОАТУУ: 7423081803. Почтовый индекс: 15641. Телефонный код: +380 4644.
17 июля 2020 года в результате административно-территориальной реформы село в состав Менской городской общины Корюковского района Черниговской области.